# Paweł (patriarcha Serbii)
Pavle, imię świeckie Gojko Stojčević, Гојко Стојчевић (ur. 11 września 1914 w Kućanci, zm. 15 listopada 2009 w Belgradzie) – patriarcha Serbskiego Kościoła Prawosławnego.

## Życiorys
We wczesnym dzieciństwie stracił oboje rodziców. Wychowywała go ciotka. Odbył studia teologiczne w Belgradzie i w Sarajewie, studia podyplomowe ukończył w 1957 na Wydziale Teologii Prawosławnej uniwersytetu w Atenach. Studiował również medycynę, jednak po roku zrezygnował. W 1948 złożył śluby zakonne jako mnich służący w klasztorze Rača; w tym samym roku został wyświęcony na hierodiakona. Cztery lata później złożył śluby wieczyste, przyjmując imię Paweł (Pavle w j. serbskim). W 1950 rozpoczął wykłady ze śpiewu liturgicznego i języka staro-cerkiewno-słowiańskiego w seminarium im. Świętych Cyryla i Metodego w Prizrenie. W 1954 został hieromnichem; w tym samym roku otrzymał godność protosyngla. W 1957, po ukończeniu studiów w Atenach został archimandrytą, a 29 maja tegoż roku wyświęcony na biskupa, ordynariusza eparchii raszko-prizreńskiej. 1 grudnia 1990 stanął na czele Serbskiego Kościoła Prawosławnego, zastępując chorego Germana (Djoricia).
W latach 80. XX w. wielokrotnie apelował o przeciwstawienie się rosnącej presji muzułmańskiej w Kosowie i o powstrzymanie exodusu Serbów z tego obszaru. W 1995 poparł układ w Dayton, co spowodowało kontrakcję części biskupów z Atanazym (Jevticiem), domagających się od Pavle ustąpienia z urzędu. Patriarcha podtrzymał swoje stanowisko, ale od tej pory coraz częściej wypowiadał się krytycznie o układzie z Dayton.
W 1999, po rozpoczęciu interwencji NATO, apelował do Serbów o pozostanie w Kosowie, zaś do państw NATO – o zakończenie działań zbrojnych. Po ogłoszeniu niepodległości przez parlament Kosowa w 2008, patriarcha wraz z hierarchią Kościoła sprzeciwił się tej decyzji i zaapelował do przywódców Zachodu, aby nie uznali tej „historycznej niesprawiedliwości”.
Z uwagi na zły stan zdrowia część obowiązków patriarchy przejął metropolita Czarnogóry i Przymorza, Amfilochiusz. 8 października 2008 Paweł oświadczył, że ustępuje z urzędu patriarchy z uwagi na problemy zdrowotne. 11 listopada złożony z 46 duchownych Synod odrzucił prośbę Pawła o ustąpienie, powierzając mu dożywotnio sprawowanie urzędu.
Zmarł po długiej chorobie w szpitalu wojskowym w Belgradzie. Zgodnie z testamentem, 19 listopada 2009 został pochowany w klasztorze Rakovica.

## Upamiętnienie
1 września 2016 r. XV Gimnazjum w Belgradzie–Rakovicy otrzymało imię patriarchy Pawła.